# Eulalie (chaloupe)
Pour les articles homonymes, voir Eulalie.
Eulalie est une chaloupe semi pontée, de 1996, réplique d'une chaloupe sardinière du début du XXe siècle.

Son port d'attache actuel est Paimpol dans les Côtes-d'Armor.

## Histoire
Construite en 1996, cette réplique de chaloupe sardinière a été mise à l'eau sous le nom de Marie-Elizabeth. En 2001, elle change de propriétaire et elle est rebaptisée Eulalie. Elle a subi une restauration en 2002 au chantier Klas Stelleman à Paimpol.
Son patron actuel propose des sorties en mer (promenade et pêche) au départ de Paimpol ou Lézardrieux et navigue dans l'estuaire du Trieux et dans l'archipel de Bréhat.

La chaloupe participe à différents rassemblements maritimes comme Brest 2008 et Les Tonnerres de Brest 2012.

## Caractéristique
Son gréement est pourvu d'une voile au tiers sur chaque mât (une misaine et un taillevent) et d'un foc sur le bout-dehors.